# Timna Nelson-Levy
Timna Nelson-Levy, née le 7 juillet 1994, est une judokate israélienne.

## Carrière
Elle remporte la médaille de bronze des championnats d'Europe 2016 de Kazan dans la catégorie des moins de 57 kg, en battant la Française Hélène Receveaux
En 2017, elle est sacrée championne d'Israël des moins de 57 kg.
Elle est médaillée de bronze par équipes aux Jeux olympiques d'été de 2020 à Tokyo.
Elle remporte la médaille d'or dans la catégorie des moins de 57 kg lors des Championnats d'Europe de judo 2022 à Sofia.

## Palmarès
| Année | Compétition                | Lieu     | Résultat | Catégorie          |
| ----- | -------------------------- | -------- | -------- | ------------------ |
| 2016  | Championnats d'Europe      | Kazan    | 3e       | Moins de 57 kg     |
| 2021  | Jeux olympiques            | Tokyo    | 3e       | Par équipes mixtes |
| 2022  | Championnats d'Europe      | Sofia    | 1re      | Moins de 57 kg     |
| 2023  | Championnats d'Europe open | Pristina | 2e       | Moins de 57 kg     |
| 2024  | Championnats d'Europe      | Zagreb   | 3e       | Moins de 57 kg     |